# 1343
1343 година (MCCCXLIII)

## Събития
- 3 септември: Основаване на Университет Пиза.